# مدرسة الطب بجامعة تكساس في سان أنتونيو
جامعة تكساس مدرسة الطب في سان أنتونيو (بالإنجليزية: University of Texas Medical School at San Antonio)‏ هي إحدى الكليات لتدريس الطب في الولايات المتحدة الأمريكية. تقع في مدينة سان أنتونيو في ولاية تكساس الأمريكية. نوع الشهادة الطبية التي يتم تحصيلها هناك هي دكتور في الطب.